# Ophiocentrus tokiokai
Ophiocentrus tokiokai är en ormstjärneart som beskrevs av Irimura 1981. Ophiocentrus tokiokai ingår i släktet Ophiocentrus och familjen trådormstjärnor. Inga underarter finns listade i Catalogue of Life.